# Provincia de Lau
Las islas Lau (también llamadas Grupo Lau, el Grupo del este, o el Archipiélago del este) son un archipiélago de Fiyi situado en la zona septentrional del océano Pacífico, justo al oriente del mar de Koro. Constituyen asimismo una provincia de la División Este.

## Características
De las cien islas e islotes que lo componen apenas treinta están habitados. Ocupa un área de 487 km² y una población de 10.683 habitantes, según el censo de 2007. Mientras que la mayoría de las islas del norte son islas altas de origen volcánico, mientras que las del sur son bajas y de carbonato.
Las islas Lau componen una de las catorce provincias de Fiyi, con su capital en Tubou, en el extremo sur de Lakeba. La provincia conforma la División Este.
Fueron descubiertas por el explorador británico James Cook, quien alcanzó a Vatoa en 1774. En 1820 el archipiélago era el área conocida y cartografiada de Fiyi.